# Zanjeer (1973)
Zanjeer is een Indiase vigilante-actiefilm uit 1973. Het was destijds een vernieuwende film omdat gebroken werd met het oorspronkelijke Bollywood-imago. In plaats van muziek, dans en romantiek werd nu gekozen voor ruwe actie. Het verhaal lijkt geïnspireerd op de spaghettiwestern Da Uomo a Uomo.
De film werd geregisseerd door Prakash Mehra. In de hoofdrol speelt Amitabh Bachchan.

## Rolverdeling
- Amitabh Bachchan als agent Vijay Khanna

| Acteur           | Personage                |
| ---------------- | ------------------------ |
| Jaya Bhaduri     | Mala                     |
| Pran             | Sher Khan (Pathan)       |
| Om Prakash       | De Silva                 |
| Ajit             | Seth Dharam Dayal Teja   |
| Bindu            | Mona                     |
| Iftekhar         | Politiecommissaris Singh |
| Keshto Mukherjee | Gangu                    |